# Stefan Ilsanker
Stefan Ilsanker (født 18. maj 1989) er en østrigsk tidligere professionel fodboldspiller. Han var del af Østrigs landsholds trupper til EM 2016 og 2020.

## Klubkarriere

### Red Bull Salzburg og Mattersburg
Ilsanker begyndte sin karriere hos Red Bull Salzburg, hvor han debuterede i 2009. Han opnåede dog ikke at spille i ligaen for Salzburg, før han i juli 2010 skiftede til Mattersburg.
Efter to sæsoner med Mattersburg, så skiftede Ilsanker i juli 2012 tilbage til RB Salzburg. Han var i sin tid hos Salzburg med til at vinde den østrigske Bundesliga 2 gange og den østrigske pokaltunering 1 gang.

### RB Leipzig
Ilsanker fortsatte i Red Bull-systemet, da han i juli 2015 skiftede til RB Leipzig. Han spillede over 4,5 sæson i klubben mere end 100 kampe.

### Eintracht Frankfurt
Ilsanker skiftede i januar 2020 til Eintracht Frankfurt. Han var her med til at vinde Europa League i 2021-22.

### Genoa
Ilsanker skiftede i juni 2022 til Genoa. Han forlod klubben ved kontraktudløb i juli 2023.
Ilsanker annoncerede i januar 2024, at han stoppede spillerkarrieren, efter at han havde været uden en klub i et halvt år.

## Landsholdskarriere

### Ungdomslandshold
Ilsanker har repræsenteret Østrig på flere ungdomsniveauer.

### Seniorlandshold
Ilsanker debuterede for Østrigs landshold den 30. maj 2014. Han var del af Østrigs trupper til EM 2016 og EM 2020.

## Titler
Red Bull Salzburg
- Østrigske Bundesliga: 2 (2013-14, 2014-15)
- ÖFB-Cup: 1 (2013-14)

Eintracht Frankfurt
- UEFA Europa League: 1 (2021-22)